# Balbergbakken
Balbergbakken – nieistniejący kompleks skoczni narciarskich położony w mieście Lillehammer w gminie Fåberg. Kompleks ten składał się z:
- dużej skoczni (K120)
- trzech małych skoczni (K40, K25, K15)

Kompleks został otwarty w 1972 roku a jego budowa kosztowała milion koron, więcej niż wcześniej przypuszczano. Trzykrotnie na tej skoczni organizowano Mistrzostwa Norwegii, natomiast raz (w 1984) zorganizowano na nim konkurs Pucharu Świata w skokach narciarskich. Obiekt ten był proponowany do organizacji konkursów skoków i kombinacji na Zimowych Igrzyskach Olimpijskich w 1994, lecz z powodu braku infrastruktury postanowiono wybudować nowe skocznie Lysgårdsbakken. Balbergbakken został zamknięty w 1992.

## Historia
Stara skocznia na wzgórzu Lysgård została zamknięta w 1964, więc klub Lillehammer Ski Club postanowił znaleźć miejsce na budowę skoczni narciarskiej. Wśród tych miejsc były m.in. Storhove, Vingrom i Kanthaugen, ale ostatecznie wybrano wzgórze Balberg. Plany zostały przekazane lokalnym władzom w maju 1969 a koszt budowy był obliczony na sumę 347,065 koron. Skocznie otwarto w 1972, a koszt jej wyniósł milion koron, więcej niż to było zaplanowane. Oprócz skoczni dużej zostały wybudowane trzy małe – K40, K25 i K15. Wszystkie skocznie były własnością klubu.
Budowa skoczni narciarskiej w Lillehammer wywołała kontrowersje zarówno wśród opinii publicznej, jak i wśród polityków. Pierwotnie miała także zostać wybudowana skocznia normalna, jednak z braku funduszy postanowiono porzucić plan wybudowania normalnego obiektu. By obniżyć koszty zrezygnowano także ze sztucznego oświetlenia, więc zawody mogły się odbywać wyłącznie w dzień. W 1972 wielu lokalnych polityków wolało by pieniądze, które poszły na budowę skoczni przeznaczyć na halę do piłki ręcznej. Pierwszy skok oddał Helge Nordstrand, natomiast Jan Stenbekk został uznany za pierwszego, oficjalnego rekordzistę obiektu skacząc 110,5m.
W kandydaturze Lillehammer na Zimowe Igrzyska Olimpijskie w 1992 i w 1994 Balbergbakken było proponowanym miejscem do rozgrywania konkursów skoków naricarskich. Norweskie miasto w 1988 dostało organizację Igrzysk w 1994. Rok później plany związane z Balbergbakken zostały porzucone. Uznano wówczas, że miejsce jest nieodpowiednie a 30 milionów koron mogłoby zostać przeznaczone na budowę nowej drogi dojazdowej.
W sumie na skoczni Balbergbakken zorganizowano ogółem 31 konkursów, z czego sześć zostało odwołanych z powodu warunków atmosferycznych. Na tej skoczni trzykrotnie – w 1973, 1978 i 1983 zorganizowano Mistrzostwa Norwegii, w których wygrali Nils-Per Skarseth (w 1973) i Per Bergerud (w 1978 i 1983). 9 marca 1984 zorganizowano pierwszy i jedyny konkurs Pucharu Świata na tej skoczni, a zwycięzcą został Pavel Ploc wyprzedzając Mattiego Nykänena i Ernsta Vettoriego. Konkurs ten obejrzało pięć tysięcy widzów. Organizatorzy ponieśli straty w wysokości 260,000 koron. Ostatnim konkursem przed zamknięciem skoczni miały być Mistrzostwa Norwegii Juniorów w 1992, które zostały odwołane z powodu braku śniegu.